# Ola Sandin
Ola Roland Sandin, född 15 juli 1925 i Örebro, död 24 april 2010 i Dala-Husby, var en svensk målare och tecknare.
Sandin studerade vid Konstfackskolans aftonkurser 1944 och vid Otte Skölds målarskola samt för Bror Hjorth och Ragnar Sandberg vid Konsthögskolan 1947–1953 där han vid avslutningen tilldelades Carl Larssons stipendium. Separat debuterade han med en utställning på Lilla Paviljongen 1956 och har därefter ställt ut separat i bland annat Hedemora, Halmstad, Ludvika och Falun. Tillsammans med Stig Sundin ställde han ut i Grängesberg och han medverkade ett flertal gånger i Nationalmuseums utställning Unga tecknare. Hans konst består av stilleben, djurstudier och torftiga vintermotiv. Sandin är representerad vid Hallands konstmuseum och Dalarnas museum. Han är gravsatt i minneslunden på Säters kyrkogård.